# Hitman 3
Hitman 3 (stilisiert HITMAN III) ist ein von IO Interactive für mehrere Plattformen entwickeltes Stealth-Computerspiel, das am 20. Januar 2021 veröffentlicht wurde. Zur Hitman-Spieleserie gehörend ist Hitman 3 der achte Hauptteil der Reihe und der dritte und letzte Teil der World-of-Assassination-Trilogy.

## Gameplay
Wie bei dem Vorgänger wird der Protagonist des Spiels, Agent 47 in der Third-Person-Perspektive gesteuert. Inhalt des Spiels ist im Wesentlichen die Durchführung von Attentaten, für die sich der Agent auf die Reise zu verschiedenen Orten rund um die Welt begibt. Erstmals ist dabei auch Dubai, Dartmoor, Berlin und Chongqing in einem Hitman-Spiel zu sehen. Spieler, die bereits die Vorgänger Hitman (2016) und Hitman 2 (2018) gespielt haben, können die Spielstände, Karten und Levels aus jenen Spielen auf Hitman 3 übertragen.
Das Spiel bietet PlayStation-VR-Kompatibilität mit der PlayStation-4-Version. Die VR-Funktionalität gilt auch rückwirkend für Ebenen, die aus den beiden vorherigen Einträgen importiert wurden. Im Gegensatz zu Hitman 2 ist kein Multiplayer-Modus und kein Ghost-Modus vorhanden.
Laut den Entwicklern hat Hitman 3 ein „ernsthafteres, reiferes dunkleres“ Setting als die vorherigen Teile.
Neben den klassischen Spielmodi wurden auch Elusive Targets (dt.: schwer zu fassende Ziele) sowie der Contracts Mode angekündigt. So sollen auch nach dem Endgame noch fortlaufend Missionen hinzukommen.

## Zusammenfassung

### Missionen
(Quelle:)
| Nummer | Name der Mission          | Schauplatz     | Ziel(e)                                                        |
| ------ | ------------------------- | -------------- | -------------------------------------------------------------- |
| 1      | An der Spitze der Welt    | Dubai          | - Carl Ingram - Marcus Stuyvesant                              |
| 2      | Todesfall in der Familie  | Dartmoor       | - Alexa Carlisle - Fallakte von Arthur Edwards                 |
| 3      | Am Ende der Nahrungskette | Berlin         | - ICA-Agenten                                                  |
| 4      | Das Ende einer Ära        | Chongqing      | - Hush - Imogen Royce                                          |
| 5      | Der Abschied              | Mendoza        | - Don Archibald Yates - Tamara Vidal                           |
| 6      | Unantastbar               | Karpaten       | - Arthur Edwards                                               |
| 7 1    | Schatten im Wasser        | Ambrose Island | - Noel Crest - Sinhi „Akka“ Venthan - Satelliten-Steuereinheit |

1 Diese Mission wurde dem Spiel am 26. Juli 2022 nachträglich hinzugefügt.
Die Nebenmissionen Patient Null, Bonus-Missionen und Special Assignments sind mit den entsprechenden Zugangspässen wie die importierten Missionen aus Hitman (2016) und Hitman 2 auch erhältlich.

### Handlung
Während der Story von Hitman 2 verließen der professionelle Attentäter Agent 47 und seine Auftraggeberin Diana Burnwood die International Contract Agency (ICA) und schlossen sich mit Lucas Grey zusammen, um Providence, eine Allianz von Führungskräften und Industriellen, die gemeinsam eine riesige globale Macht haben und unbemerkt politischen, militärischen und wirtschaftlichen Einflusses ausüben, zu zerstören. Während 47 und Grey Rache an Providence üben, weil sie beide von Geburt an in das Geschäft der Auftragsmorde gezwungen und damit ausgebeutet wurden, ist Diana durch den Tod ihrer Eltern durch Providence ebenfalls motiviert, die Organisation zu zerschlagen, ohne zu wissen, dass 47 von Providence mit der Ermordung ihrer Eltern vor längerer Zeit beauftragt wurde. Das Trio nahm Arthur Edwards, den als Konstante bezeichneten Vermittler von Providence, gefangen, der die drei führenden Providence-Partner enthüllte – Carl Ingram, Marcus Stuyvesant und Alexa Carlisle. Edwards entkam jedoch später und beschlagnahmte umgehend das Unternehmensvermögen der Partner für sich.
47 und Grey eliminieren gemeinsam Ingram und Stuyvesant in Dubai während der Einweihung des Zepters (das fiktive höchste Gebäude der Welt) und folgen Carlisle zu ihrem über Generationen erhaltenen Herrenhaus in Dartmoor, um sie ebenfalls auszuschalten. Nach dem Tod der Partner übernimmt Edwards die volle Kontrolle über Providence und setzt Söldner ein, die Grey und Diana gefangen nehmen. Grey begeht Selbstmord, um sicherzustellen, dass 47 nicht gefangen genommen wird.
47 verabredet sich mit der Hacktivistin Olivia Hall, Greys einziger vertrauenswürdiger Verbündeter, in Berlin. Als 47 entdeckte, dass die ICA ihre Spuren verfolgt hat, wirken sie dem entgegen, indem sie den nahegelegenen Nachtclub Club Hölle infiltrieren, der von einem illegalen Bikerclub betrieben wird, und alle dort positionierten ICA-Agenten in Zivil eliminieren. Sie können Edwards nicht finden und sind weiterhin auf der Flucht. 47 und Hall beschließen, die ICA endgültig zu stoppen, indem sie ihre Informationen der Öffentlichkeit zugänglich machen. 47 eliminiert die Aufseher des ICA-Datenspeichers in Chongqing, und ermöglicht es Hall, alle Betriebsdaten des ICA zu stehlen und zu veröffentlichen, wobei er zuvor alle Datensätze von sich selbst und Diana löschte. Die ICA ist unwiderruflich kompromittiert und muss geschlossen werden, was 47s Karriere als professioneller Attentäter der ICA beendet.
In der Zwischenzeit versucht Edwards, Diana zu konvertieren, damit sie ihm als Konstante folgt und 47 verrät, indem er die Ermordung ihrer Eltern durch eine gewisse „Testperson 47“ enthüllt. Diana scheint beide Seiten zu bedienen und nimmt Edwards’ Angebot an, während sie 47 zu einem Treffen von Providence-Mitgliedern in Mendoza, einlädt, wo er angewiesen wird, die einzigen Personen, die gegen Dianas Nachfolge sind, Tamara Vidal und Don Yates, zu eliminieren. Hintergrund dessen ist, dass Diana 47 gegenüber nach wie vor loyal blieb, aber den Titel der Konstante haben wollte, um Providence von innen heraus zu zerschlagen. Während 47 ihren Anweisungen folgt, wird sein langjähriges Vertrauen in Diana endgültig zerrüttet, als sie ihn mit Gift außer Gefecht setzt und ihn mit dem Mord an ihren Eltern konfrontiert.
In einem Albtraum überzeugt eine Vision von Grey 47, dass Diana ihn nicht verraten hat, sondern dazu beigetragen hat, Edwards in seine Reichweite zu bringen. 47 wacht in einem fahrenden Zug in den Karpaten eingesperrt auf, Edwards ebenfalls an Bord. Obwohl Edwards beabsichtigt, 47 erneut zu einem Attentäter für Providence zu machen, indem er sein Gedächtnis mit einer Seruminjektion zu löschen versucht, löst sich 47, tötet Edwards oder injiziert ihm das Serum und taucht anschließend im nahegelegenen Wald unter. In der Zwischenzeit übernimmt Diana die Macht als Konstante und zwingt die Mitglieder von Providence, ihre Führungspositionen bei großen globalen Unternehmen niederzulegen, wodurch die Machtstruktur von Providence zerstört wird. Ein Jahr später vereinigen sich 47 und Diana wieder, und das Paar kehrt zu seiner früheren Rolle als Attentäter bzw. Auftragsgeberin zurück, um die Macht der globalen Eliten in Schach zu halten.
In einem geheimen Ende, wenn 47 sich das Serum injiziert, während er sich Edwards stellt, wird er ohnmächtig und erwacht später in einem gepolsterten Raum, begrüßt von Edwards 'Stimme, die ihm sagt: „Wach auf. Wach auf, mein Freund. Es ist der Beginn eines neuen Tages, und Sie haben Dinge zu tun“ – bis zur Eröffnung von Hitman: Codename 47.

### Charaktere
Agent 47
Agent 47 wird in der Serie als unfehlbar, der diskreteste und präziseste Auftragsmörder der Welt beschrieben. Durch seine Genmanipulation ist er schneller und intelligenter als andere Menschen, verfehlt niemals sein Ziel, ist ein verhältnismäßig emotionsloser Attentäter und wirkt allgemein unantastbar. Nichtsdestotrotz hat er eine sehr feste Bindung zu den wenigen Personen, mit denen er eng zusammenarbeitet wie Diana Burnwood, Lucas Grey und seiner durch Grey Verbündeten Olivia Hall. Später wird deutlich, dass er Probleme damit hat, seine Vergangenheit als Mörder der Eltern seiner Verbündeten zu akzeptieren. Er wurde am 5. September 1964 in Rumänien als Genkombination von fünf kriminellen Genies „geboren“.
Lucas Grey
Lucas Grey ist ein Einzelgänger, der erst allein bzw. nur mit seiner Privatmiliz und später zusammen mit Agent 47 versucht, die Vormachtstellung von Providence zu kippen und die gesamte Organisation zu zerschlagen. Im Gegensatz zu 47 kann er sich noch an alles aus seiner Vergangenheit erinnern, es emotional fühlen und ist als Folge dessen noch misstrauischer als dieser, sodass er selbst Diana Burnwood gegenüber dauerhaft Zweifel hat.
Diana Burnwood
Diana Burnwood ist mit 47 die weltbeste Auftragsmörderin bzw. in der Planung an den Attentaten beteiligt. Sie arbeitet für die International Contract Agency, von der sie sich mit der Zeit aber immer mehr distanziert und gibt 47 den Auftrag für all seine Ziele. Gegen Ende des Spiels scheint sie 47 zu hintergehen, was sich dann aber wieder am Ende des Spiels wendet.

## Produktion
Das Spiel wurde am 11. Juni gleichzeitig mit der Präsentation der PlayStation 5 angekündigt. Laut dem Entwickler, der auch gleichzeitig Publisher des Spiels ist, ist Hitman 3 für Windows über den Epic Games Store erwerbbar. Aufgrund eines Exklusivvertrages mit Epic Games war die PC-Version seit der Erscheinung am 20. Januar 2021 für ein Jahr lang nur dort erhältlich. Seit dem 20. Januar 2022 ist der Titel auch auf der Plattform Steam erhältlich.
Laut Hersteller gibt es das Spiel auch in einer Deluxe Edition, die zusätzliche InGame-Features und einen Soundtrack des Spiels beinhaltet. Die Deluxe Versionen werden auch über den klassischen Einzelhandel vertrieben.

### Soundtrack
Der Soundtrack von Hitman 3 ist ab der Deluxe Edition inbegriffen. Er beinhaltet die folgenden Elemente und wurde von Niels Bye Nielsen produziert.
| Nr.          | Titel                           | Länge |
| ------------ | ------------------------------- | ----- |
| 1.           | Death Awaits                    | 4:29  |
| 2.           | Best-laid Plans                 | 4:09  |
| 3.           | Purpose Theme                   | 3:06  |
| 4.           | Sceptres of Dubai               | 3:13  |
| 5.           | On Top of the World             | 5:10  |
| 6.           | The Man Behind the Curtain      | 2:04  |
| 7.           | End of the Line                 | 2:22  |
| 8.           | Death in the Family             | 7:44  |
| 9.           | Tears of Thornbridge Manor      | 2:17  |
| 10.          | You Owe Him Nothing             | 4:29  |
| 11.          | A Could Open                    | 1:58  |
| 12.          | Club Hölle                      | 6:21  |
| 13.          | State of Mind                   | 3:51  |
| 14.          | Agent of Change                 | 0:58  |
| 15.          | Mission Accomplished (HITMAN 3) | 1:54  |
| 16.          | Chongqing Requiem               | 2:26  |
| 17.          | End of an Era                   | 5:05  |
| 18.          | Severing Strings                | 5:46  |
| 19.          | They Would Always Have Mendoza  | 1:40  |
| 20.          | Invitation to Dance             | 2:34  |
| 21.          | The Farewell                    | 5:06  |
| 22.          | Necessary Evil                  | 1:57  |
| 23.          | In Constant Motion              | 6:51  |
| 24.          | New Deal                        | 2:22  |
| Gesamtlänge: | Gesamtlänge:                    | 87:52 |

## Rezeption

### Bewertungen
Hitman 3 hat durchgehend gute bis sehr gute Bewertungen erhalten. Die Prozentangaben und Empfehlungen in der Tabelle beziehen sich in der Regel auf die PC-Version des Spiels.

„Fazit: »Hitman 3 ist exakt das, was Fans der IO Interactive-Spiele erwarten: Ein offener Sandbox-Traum, in dem gefühlt tausende Wege nach Rom beziehungsweise vielmehr nach Berlin, Dubai, China, England, Argentinien und Rumänien führen. In diesem Punkt gibt es schlicht keinen zweiten Genrevertreter, der unserer Kreativität so viel Spielraum lässt.«“

„Fazit: »Hitman 3 gibt sich hier keine Blöße, sondern fährt noch einmal ganz große Geschütze auf. Mit dem Mahagoni-getäfelten Dartmoor-Anwesen zum Beispiel, in dessen Keller so einige Leichen verborgen sind, hat sich IO Interactive selbst ein Denkmal gesetzt. Einer der schönsten und interessantesten Level der jüngeren Spielegeschichte.«“

### Auszeichnungen
- 2021: Golden Joystick Awards: PC Game of the Year[36]

### Spielerzahlen
Ende 2021 gab IO Interactive im Rahmen der Ankündigung weiterer Erweiterungen für Hitman 3 bekannt, dass die World-of-Assassination-Trilogie, wozu Hitman, Hitman 2 und Hitman 3 gehören, insgesamt über 50 Millionen Spieler hat.